# ساعات دوق بيري الغنية (كتاب)

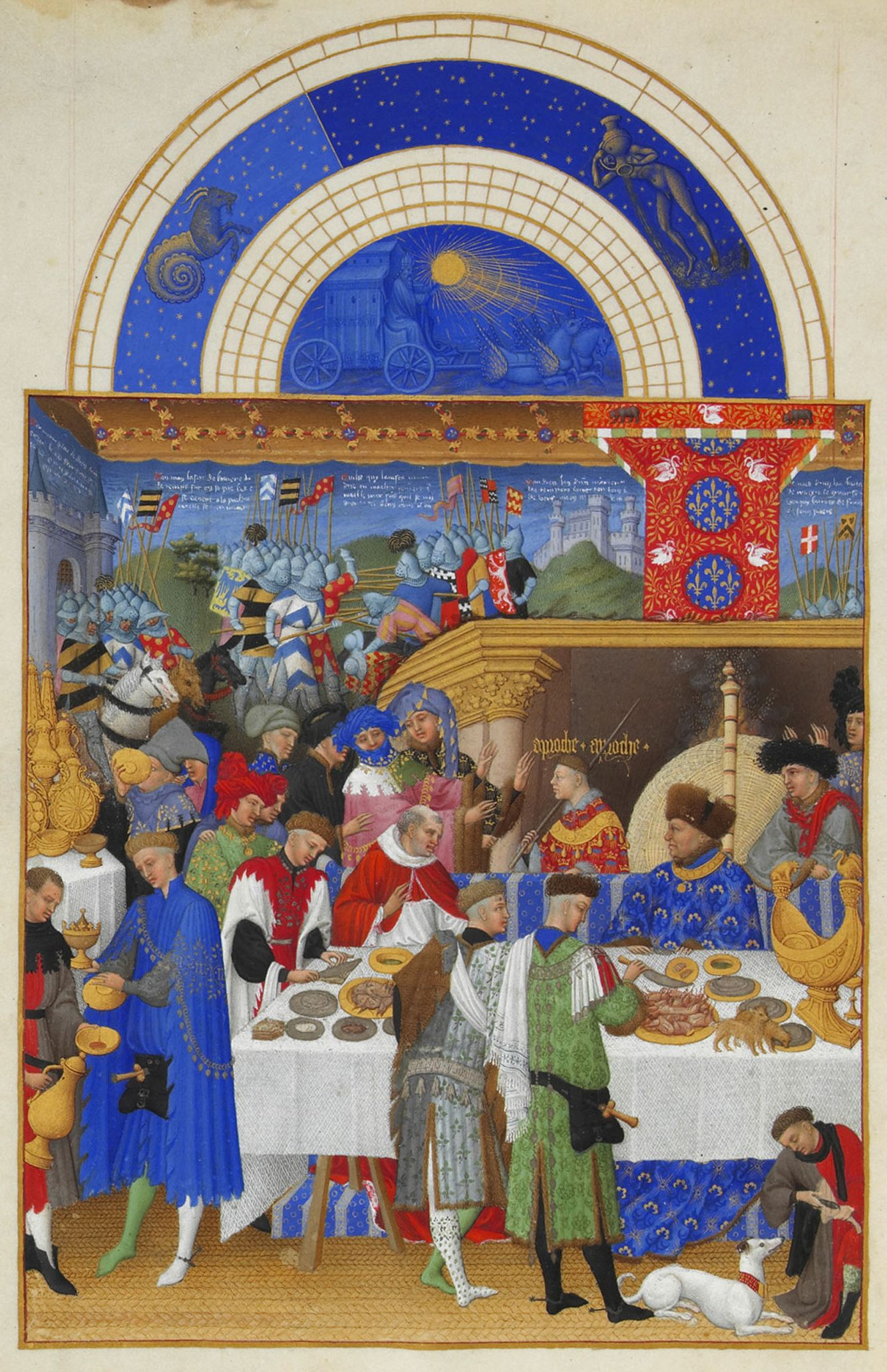
احدي صفحات الكتاب ونشاهد دوق دي بيري الذي يرتدي الملابس اللازورديه الزرقاء جالسا في اليمين في حفل راس السنة الجديدة الذي تبادل فيه الهدايا مع افراد عائلته'

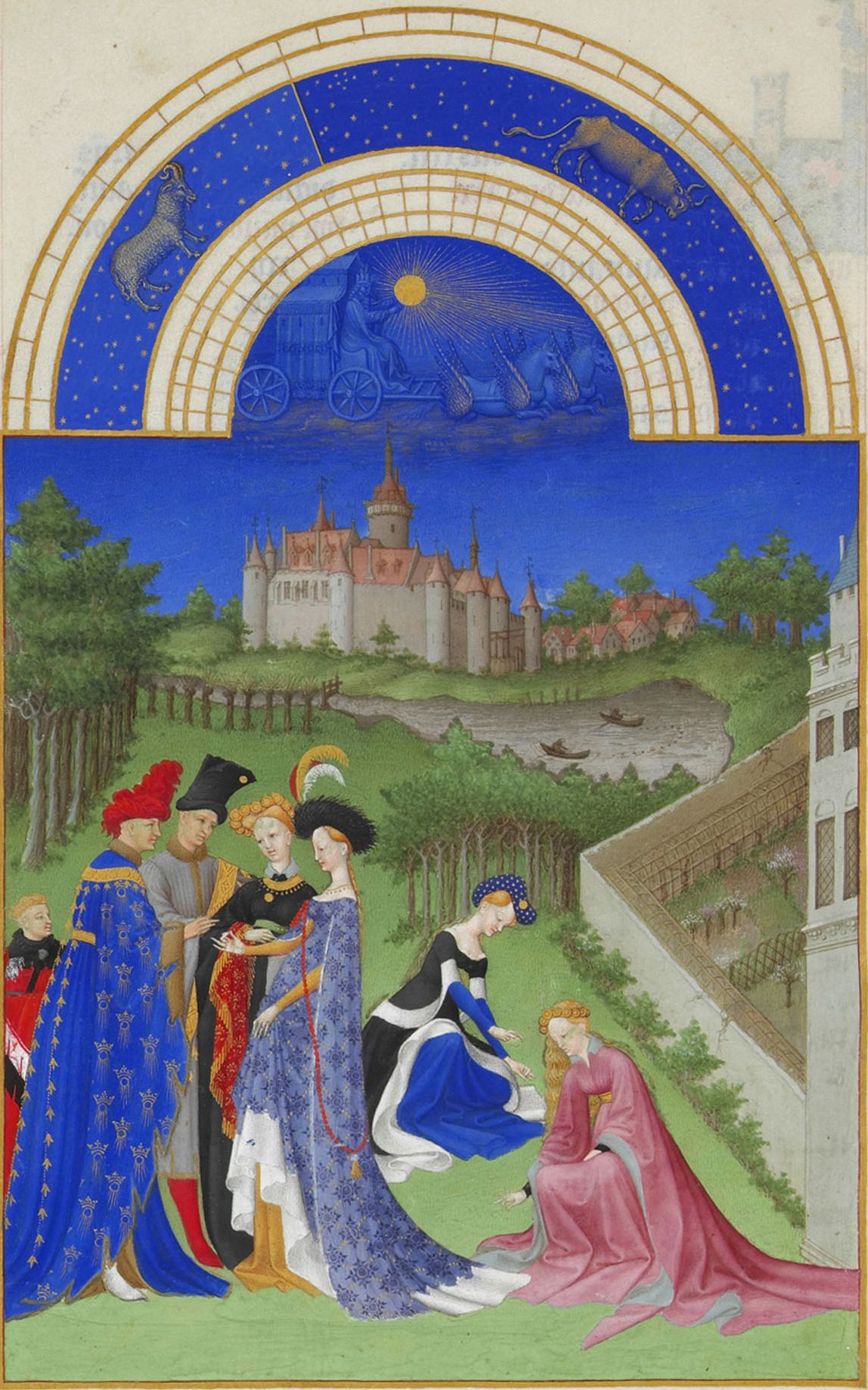
شاب وفتاة من النبلاء يتبادلون خواتم
الخطوبة'

كتاب (ساعات دوق دي بيري الغنية) وضعة عدد من الخطاطين والرسامين بطلب من الدوق جون دوق منطقة بيري، وقد تولي
رسم الصور الجميلة المصغرة عدد من مشاهير الفنانين في ذلك الوقت أي في اوائل القرن الخامس عشر، يضم
الكتاب 413 صفحة منها 131 صفحة زينت بالرسومات المصغره الشهيرة باسم المنمنمات ومفردها منمنمة
كما طرزت حواشي الكتاب بالزخارف الجميلة، يعتبر الكتاب من اروع كتب القرن الخامس عشر ميلادي في أوروبا.